# Entephria aurigutta
Entephria aurigutta är en fjärilsart som beskrevs av Louis Beethoven Prout 1937. Entephria aurigutta ingår i släktet Entephria och familjen mätare. Inga underarter finns listade i Catalogue of Life.